# وایانو
وایانو (به ایتالیایی: Vaiano) یک کومونه در ایتالیا است که در استان پراتو واقع شده‌است.

## خصوصیات
وایانو ۳۴٫۲ کیلومترمربع مساحت و ۹٬۵۳۲ نفر جمعیت دارد و ۱۵۰ متر بالاتر از سطح دریا واقع شده‌است.

## نگارخانه

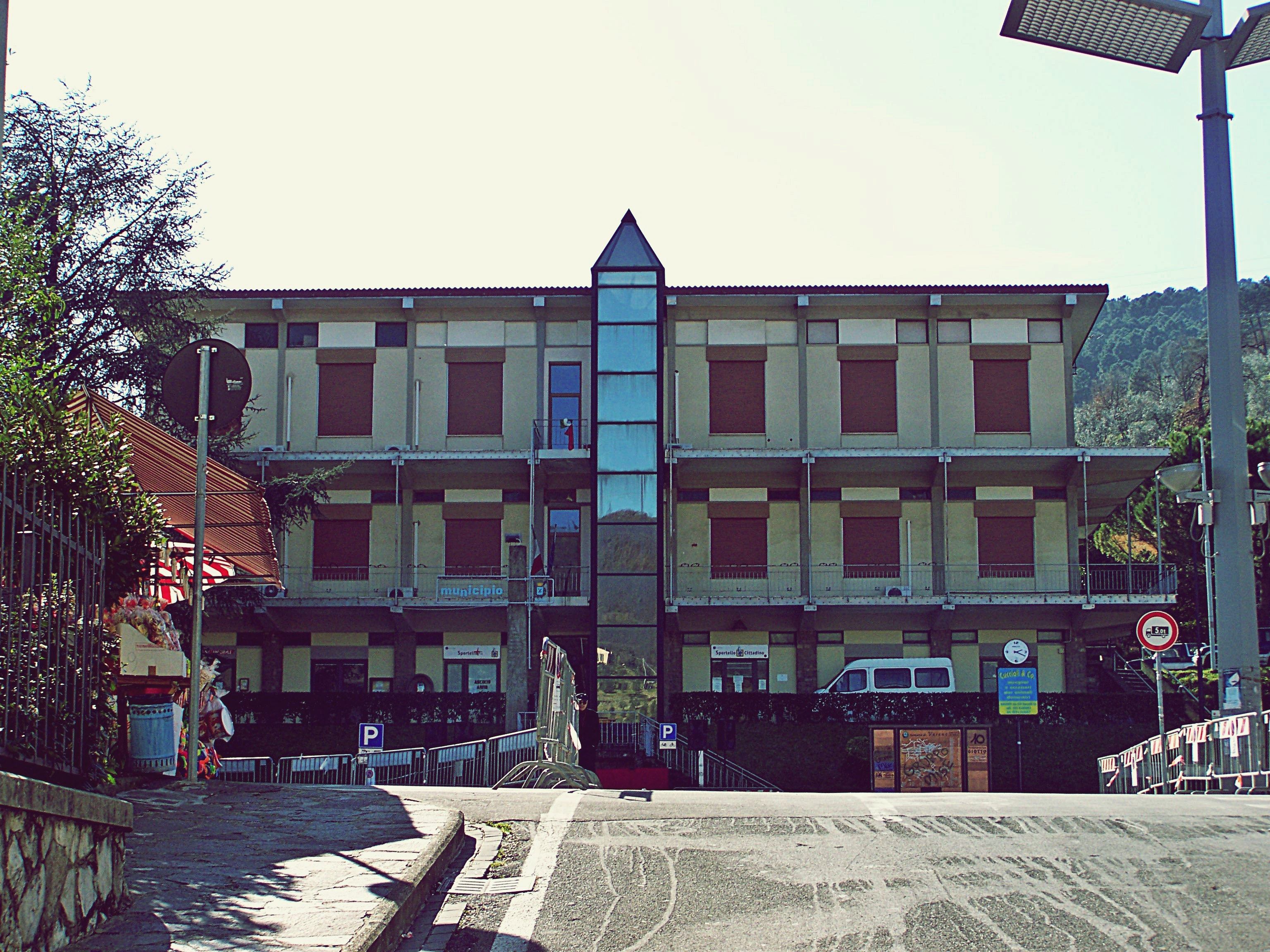
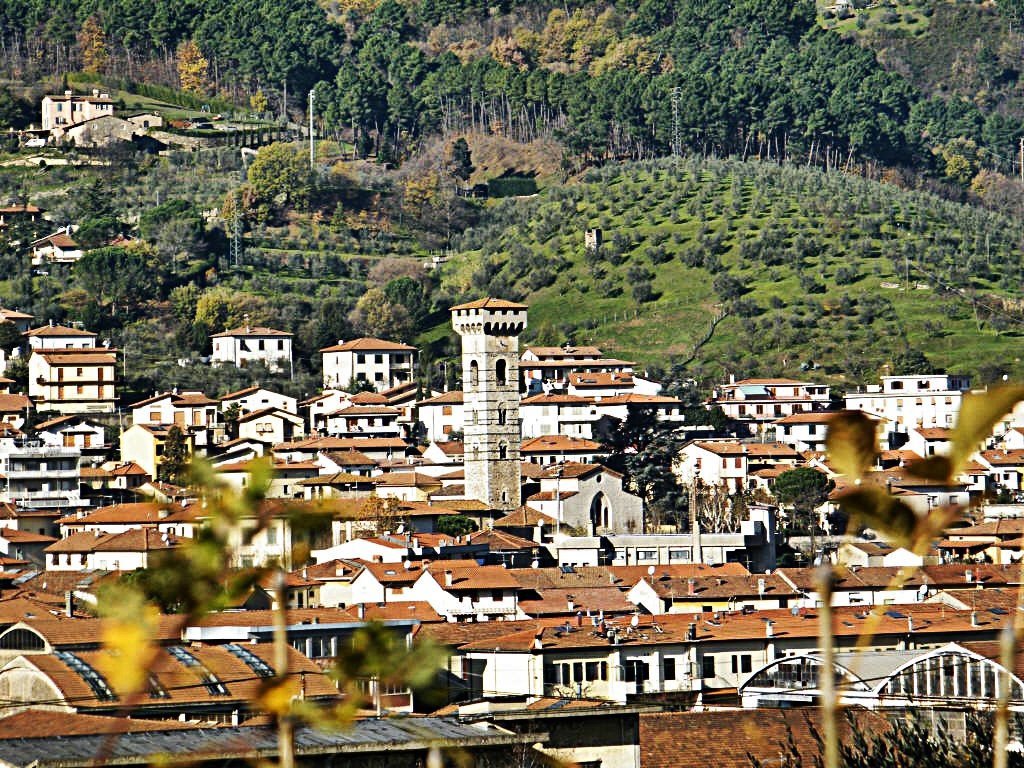
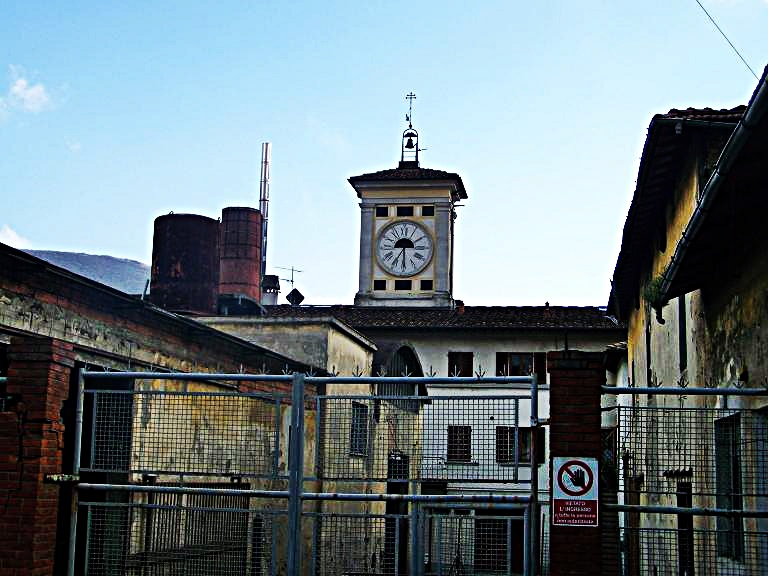
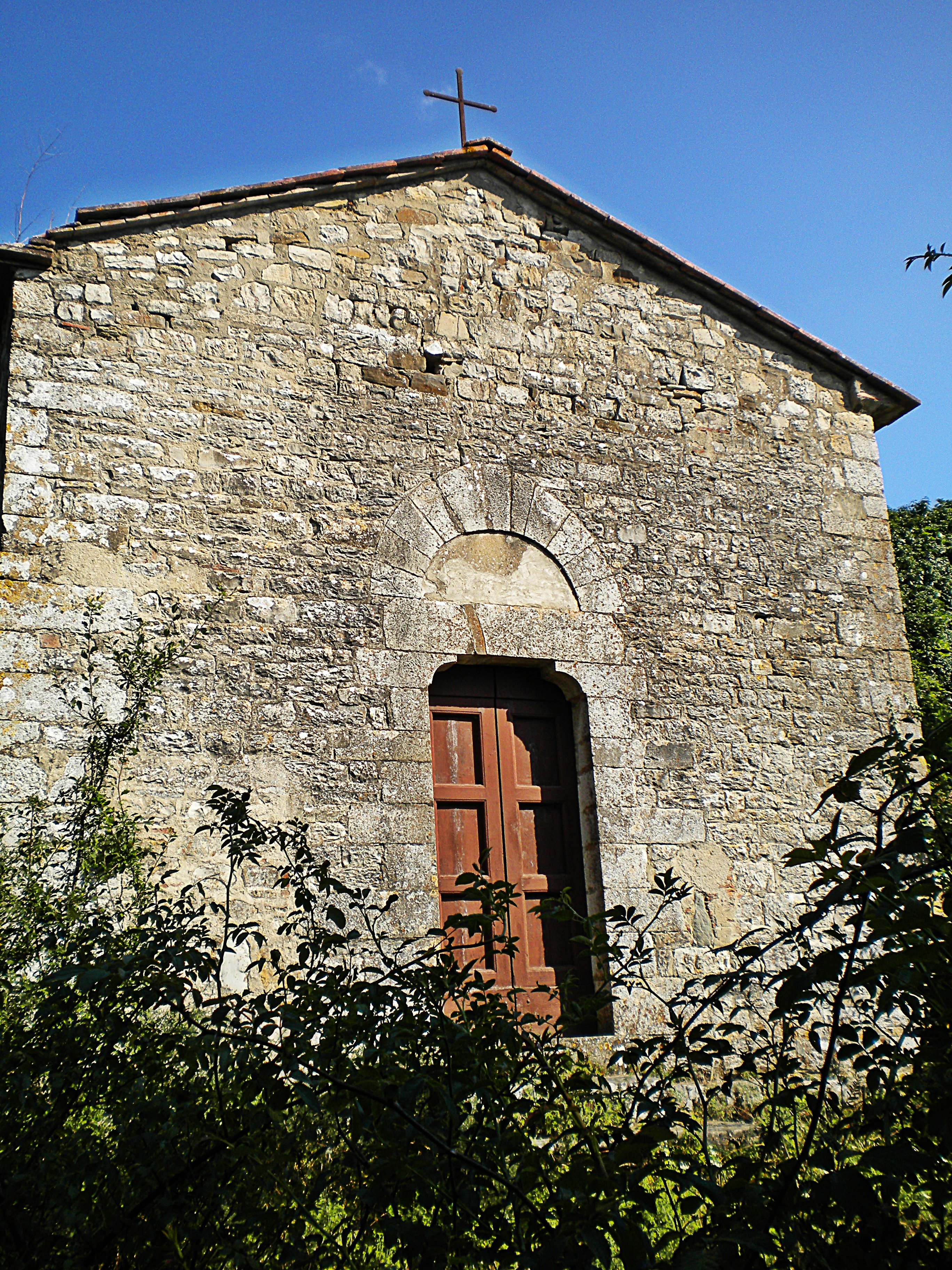
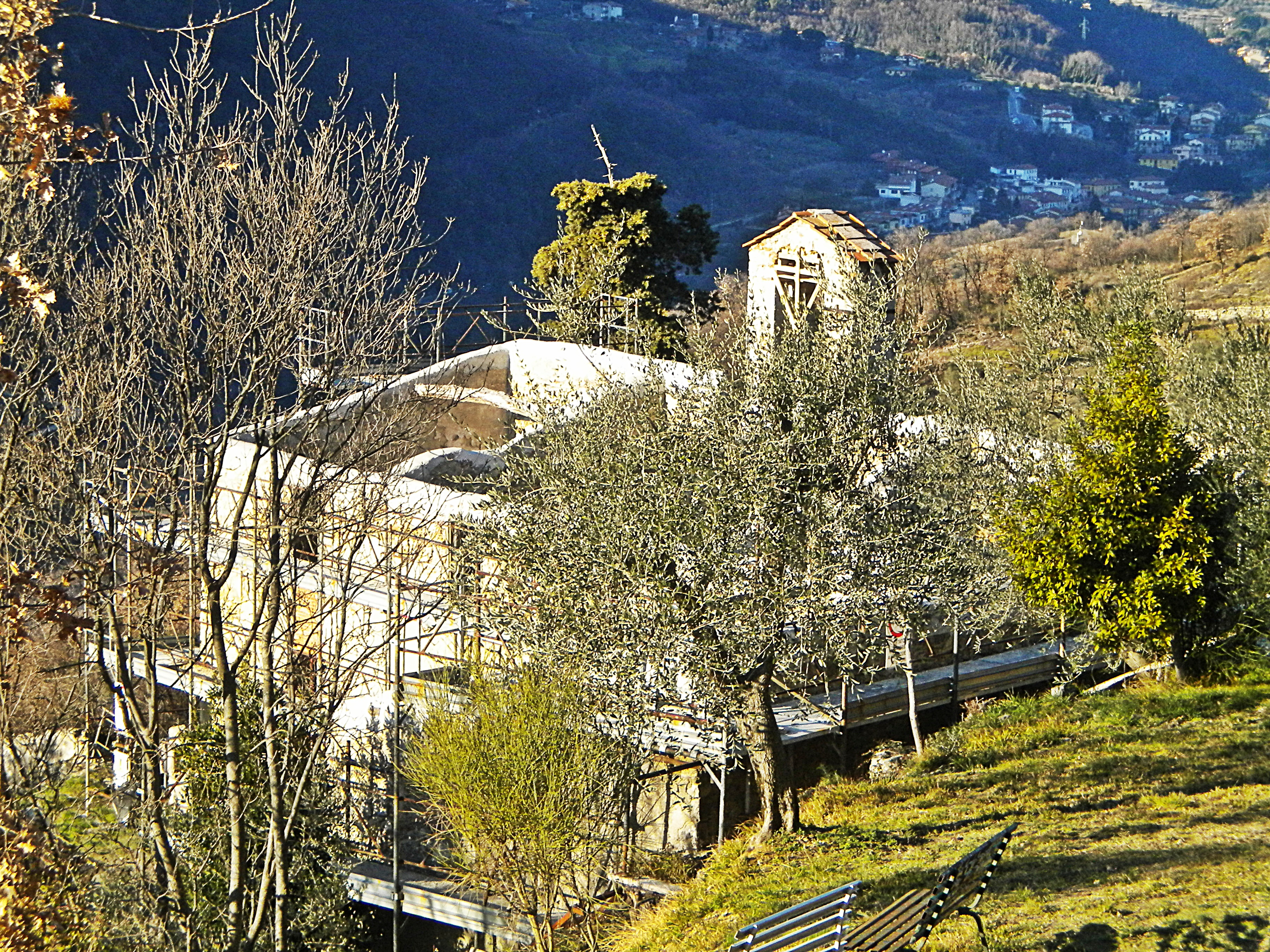
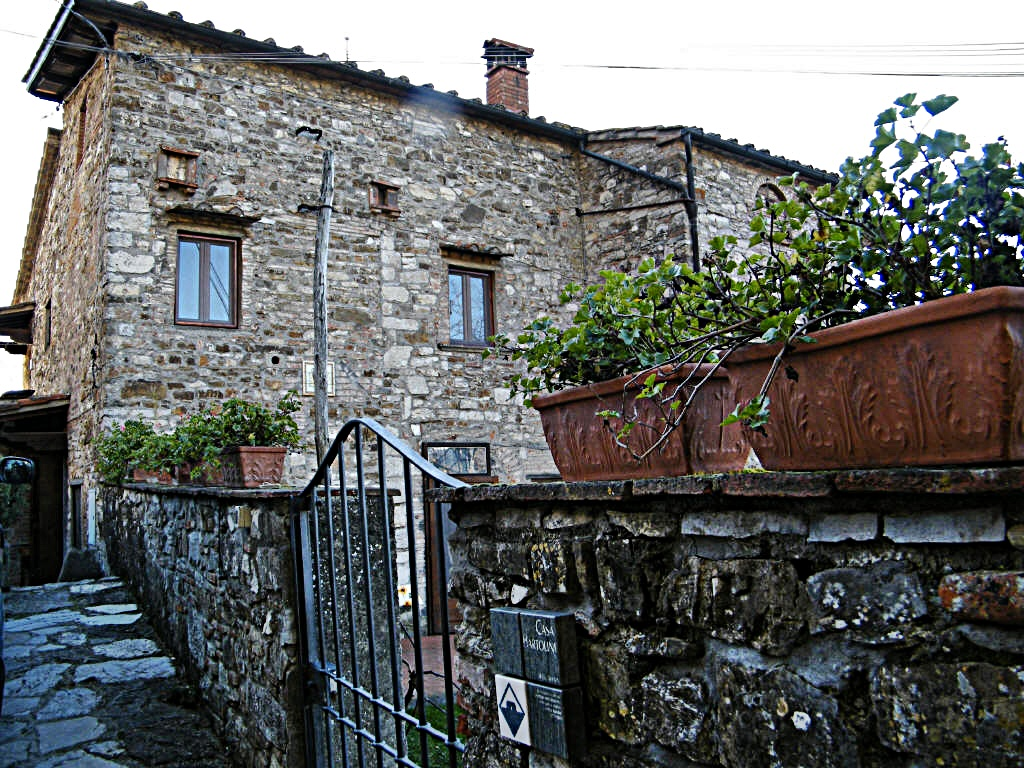
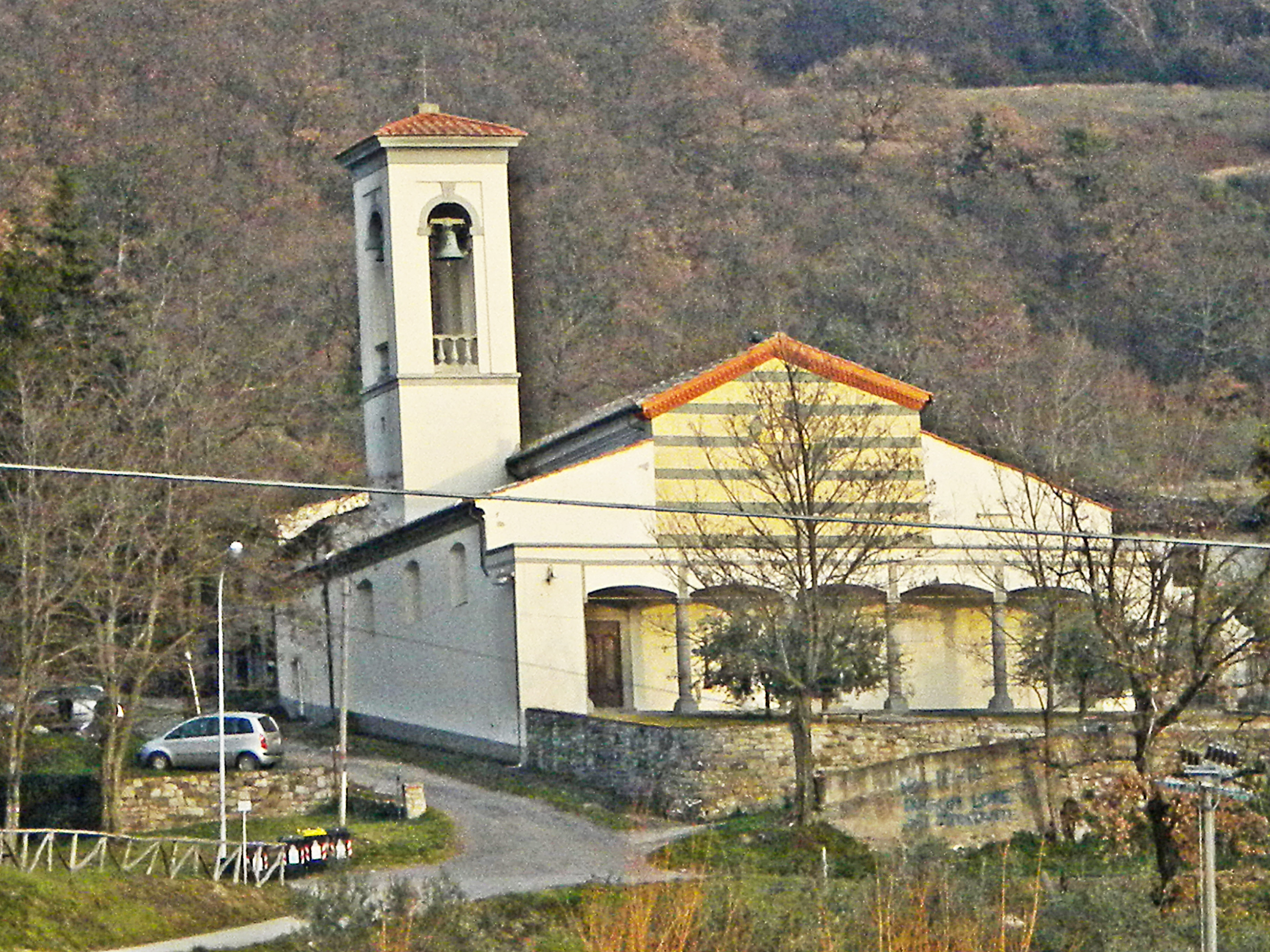
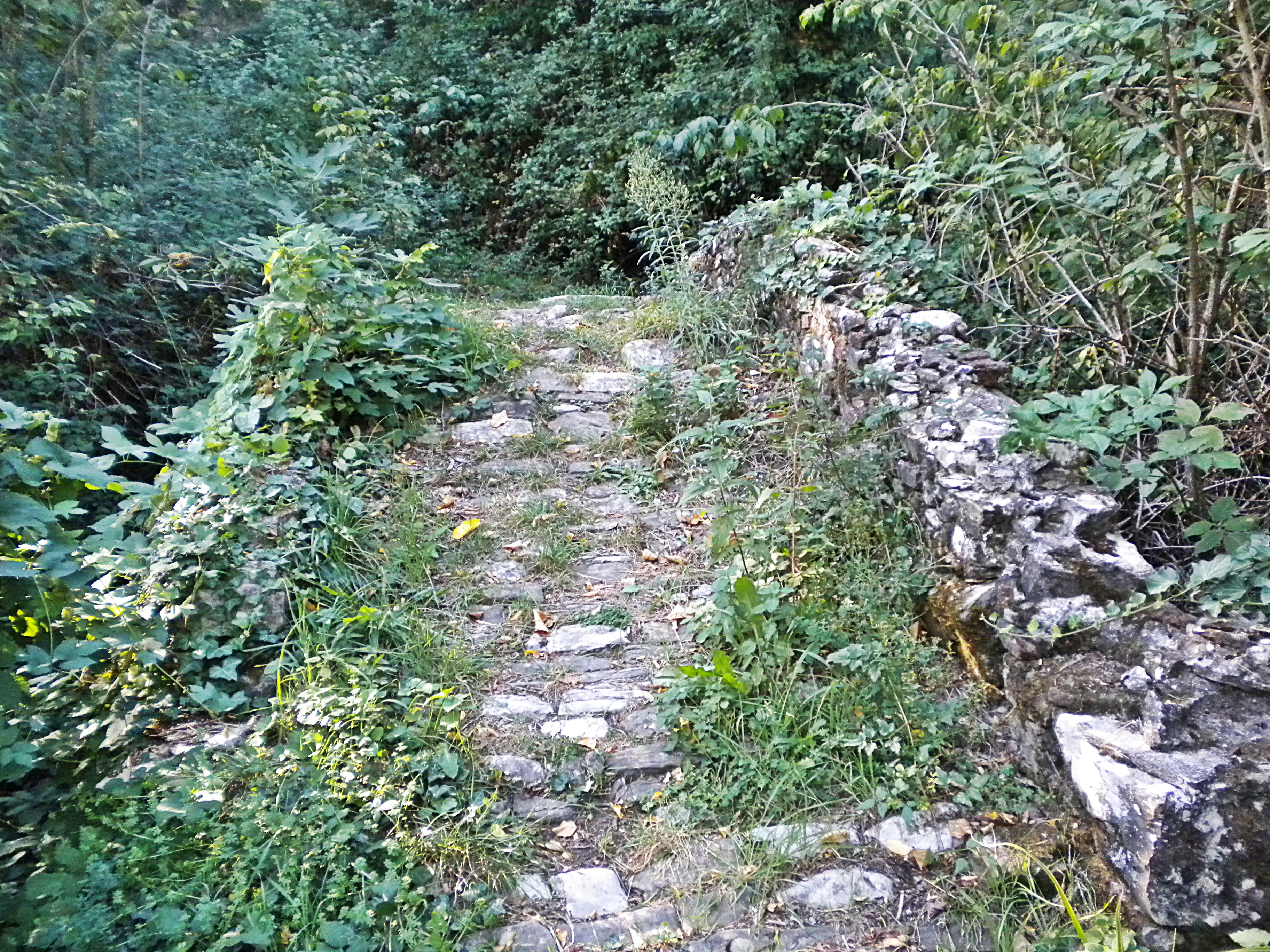

## خواهرخوانده
شهر Mijek خواهرخواندهٔ وایانو هست.